# Зацепное
Зацепное — хутор в Семилукского района Воронежской области. 
Входит в состав Землянского сельского поселения.

## Население
| 2010 |
| ---- |
| 65   |

### Национальный состав
Согласно результатам переписи 2002 года, в национальной структуре населения русские составляли 100 % из 72 чел.

## Улицы
На хуторе имеется одна улица — Зацепная.